# Sveriges Flickors Scoutförbund
| SFS förbundsmärke 1913-1932 till vänster och SFS förbundsmärke 1932-1960 till höger |  | SFS förbundsmärke 1913-1932 till vänster och SFS förbundsmärke 1932-1960 till höger |
| SFS förbundsmärke 1913-1932 till vänster och SFS förbundsmärke 1932-1960 till höger |  |                                                                                     |

Sveriges Flickors Scoutförbund (SFS) var det först bildade svenska flickscoutförbundet, och även det som kom att samla huvuddelen av de svenska flickscouterna under sin existens 1913-1960. Förbundet gick 1960 ihop med pojkscoutförbundet Sveriges Scoutförbund, och tillsammans bildade de det nya förbundet Svenska Scoutförbundet, för både flick- och pojkscouter.

## Starten för svensk flickscouting

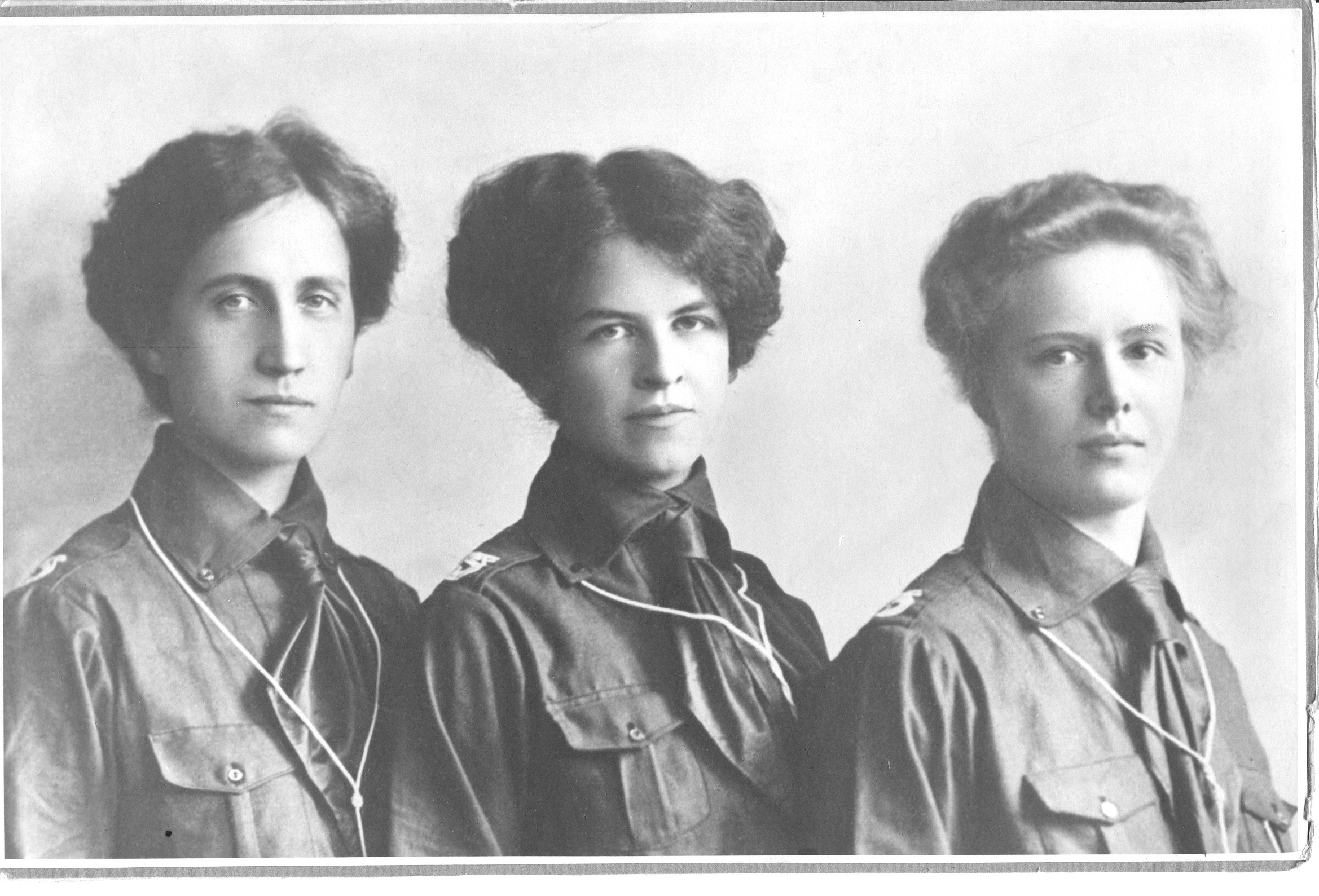
De första flickscoutledarna, lärarna på Wallinska skolan Esther Laurell (Sem), Signe Hammarsten (Ham) and Emmy Grén-Broberg (Bro).

Ganska snart efter att den första pojkscoutverksamheten uppstått i Sverige under 1909 luftade olika personer tankar på flickscouting. Vid ett föredrag om scouting på Kvinnornas diskussionsklubb den 1 april 1910 uttalade sig mötet ”varmt för att rörelsen utsträcktes äfven till flickorna, hvilkas fysiska uppfostran ofta försummades och hvilka saknade tillfälle att få njuta af naturen.”  Även Elin Wägner skrev några veckor senare om scoutmetodens lämplighet för flickor, och att samhället borde ha lika stor nytta av kloka, starka, hurtiga och goda kvinnor, som av de män som pojkscoutrörelsen fostrade.
Svensk flickscouting kom att ta sin början på Wallinska skolan, en privat flickskola i Stockholm. Några av skolans elever, Gerda Blomberg, Elin Fris och Signe Geijer, tyckte att scouting verkade spännande, och ordnade flera föreläsningar på skolan av pojkscoutledare i slutet av 1910 och början av 1911. Under våren 1911 kom scoutverksamheten i gång, sedan de lyckats övertala tre av sina lärare, Esther Laurell, Signe Hammarsten och Emmy Grén-Broberg att bli deras scoutledare. Den 18 november 1911, efter några månaders verksamhet, grundades Wallinska skolans scoutförening.
I oktober 1912 reste Gerda Blomberg och kårchefen Emmy Grén-Broberg till England för att studera scouting där. Inspirationen från resan ledde bland annat till att Emmy Grén-Broberg började ordna scoutledarutbildningar, men hon tog även initiativ till en organisation för de flickscoutföreningar som började uppstå på olika platser i Sverige. Den 26 mars 1913 bildades Sveriges Flickors Scoutförbund i Stockholm av representanter för ett flertal flickscoutkårer.

### Pojkscouternas inställning till flickorna
Det var inte självklart för medlemmarna i pojkscoutrörelsen hur de skulle förhålla sig till flickscouting. Visserligen hade scoutings grundare, Robert Baden-Powell, redan i första kapitlet av Scouting för boys konstaterat att även kvinnor kunde bli utmärkta scouter (han nämner bland annat Florence Nightingale).  Ändå ställdes han, enligt uppgift ganska förvånad, inför fullbordat faktum när flickor i scoutdräkt dök upp på en av de första stora scoutsamlingarna i Kristallpalatset i London.
Det var heller inte givet att pojkscouterna skulle välkomna flickor och kvinnor i scoutrörelsen. Scouting som Baden-Powell beskrivit den i originalutgåvan av Scouting for Boys var till en inte oväsentlig del en träning i manlighet för att kunna försvara det brittiska imperiet och förhindra att det gick samma öde till mötes som en gång Romarriket.  Och som Baden-Powell själv uttryckte saken i boken: ”Manliness can only be taught by men, and not by those who are half men, half old women.”
Pojkscoutrörelsens rekordartade tillväxt och spridning under de första åren kan förklaras av att ett samhälle i snabb förändring skapade en kris för den tidens manlighet. I en situation där kvinnors rättigheter ökade och kvinnors utrymme växte tilltalades många män av möjligheten till en strukturerad verksamhet med möjligheter gestalta en explicit manlighet, och även få sin egen manlighet bekräftad.
I det perspektivet är det inte förvånande att inställningen till flickscouting var avvaktande hos många pojkscoutledare. Ebbe Lieberath, Sveriges Scoutförbunds första scoutchef, uttryckte i början av 1912 att han såg det som otänkbart med någon gemensam scoutverksamhet för flickor och pojkar. Enligt hans sätt att se det var vare sig scoutings metod eller program lämpade för flickor.

## Flickscoutverksamhetens innehåll och utveckling

### Bakgrund och sammanhang
En självständig svensk flickscoutrörelse var av flera anledningar inte okontroversiell åren före första världskriget. Första vågens feminism växte sig stark även i Sverige årtiondena runt sekelskiftet i form av en rad organisationer av och för kvinnor, där Landsföreningen för kvinnans politiska rösträtt (grundad 1902) var en av de mest framträdande.  Utvecklingen mot ökad jämställdhet innebar många motreaktioner och bakslag: 1906 beslutade regeringen till exempel att de kvinnliga folkskollärarna, en av landets största grupper av professionella yrkesarbetande kvinnor, skulle ha lägre lön än sina manliga kollegor, från att tidigare ha haft lika lön.
Scoutrörelsen, å sin sida, hade enligt Baden-Powell till syfte att verka samhällsbevarande genom att utbilda goda medborgare. Det framgår redan av underrubriken till Scouting for boys: ”A handbook for instruction in good citizenship”. Samtidigt som svensk flickscouting uppstod i och verkade i en miljö starkt präglad av den tidens kvinnorörelse (Wallinska skolan var en av landets första privata flickskolor och med sin dimissionsrätt för studentexamen 1874 hemvist för generationer av huvudstadens välutbildade kvinnor), var scoutrörelsens ideologi att motverka samhällsomvälvning. Redan i april 1910 hade en skämtteckning publicerats i Stockholms Tidningen där några flickor som scouter bland annat marscherade under paroller för kvinnlig rösträtt, som en bild av den potentiella radikalitet som många såg i en flickscoutrörelse.

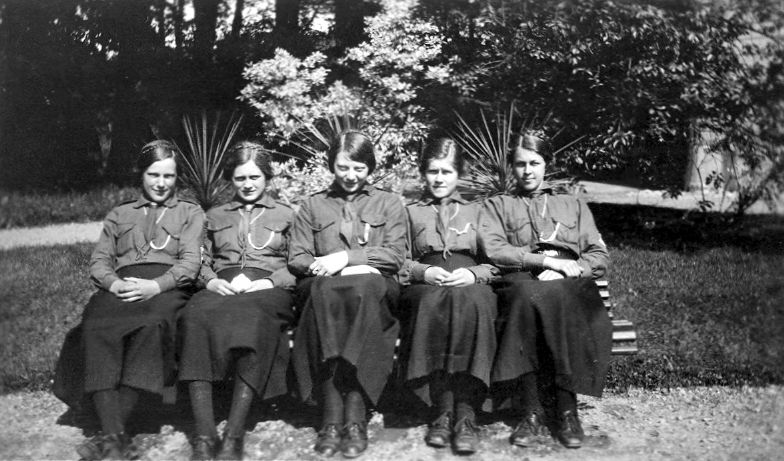
Wallinumkårens patrulledare på Södertuna 1915: Margaretaflätor är på modet, och de långa kjolarna var på den tiden en obligatorisk del av flickscoutdräkten.

Eftersom själva flickscoutverksamheten riskerade att stämpla de deltagande flickorna som okvinnliga när de deltog i en verksamhet skapad för att fostra i manlighet genom friluftsliv och äventyr, betonade de första flickscoutledarna så kallad könskomplementaritet, det vill säga att män och kvinnor tillskrivs olika, men varandra kompletterande egenskaper. Det blev också viktigt för SFS företrädare att betona att flickscoutings verksamhet, det så kallade scoutprogrammet, innebar träning i vad som ansågs som typiskt kvinnliga egenskaper.

### Det första flickscoutprogrammet
Scoutprogrammet i SFS tappning kom att ha vissa särdrag på grund av det sammanhang det skapades i:
- Medborgarskapsbegreppet, som var så centralt hos Baden-Powell, användes knappt alls i SFS tidiga scoutprogram. Kvinnlig rösträtt var ännu inte införd i Sverige, och kvinnans politiska medborgarskap var en politiskt laddad fråga.[19]
- Friluftslivet som del i scoutmetoden var inte särskilt framträdande, och friluftslivet mindre avancerat än motsvarande samtida pojkscoutprogram.[20] Den tidiga flickscoutingen innebar som regel att scouterna övernattade inomhus, i stugor eller lador. Detta inte för att det ansågs vara för svårt för flickscouterna att bo i tält, utan för att det sågs som opassande för flickor att tälta. Det var inte naturen i sig som var hotet mot flickscouterna, utan de okända, potentiellt farliga människorna som kunde tänkas uppehålla sig i den.[21]   SFS första instruktionsbok från 1924 bara tar upp inomhusboende i avsnittet om läger. Klassproven, som var den huvudsakliga styrningen av verksamhetens innehåll, saknar helt moment om de kunskaper som behövs för att bo i eller resa tält.[22]
- Textilarbeten fick stort utrymme: Redan i tredjeklassprovet ingick till skillnad från hos pojkscouterna att kunna stoppa strumpor[23] och för att bli förstaklassflickscout krävdes att man själv kunde sy sin egen scoutblus.[24]
- Relativt omfattande krav ställdes på kunskaper i matlagning: Medan en pojkscout i förstaklassprovet skulle kunna tillreda stekt eller kokt fisk, köttbullar, kolbullar, fruktsoppa och bröd, skulle flickscouten därutöver kunna baka bröd, laga några ytterligare maträtter samt inte minst ”kunna ordna matserveringen praktiskt och trevligt”.[25]

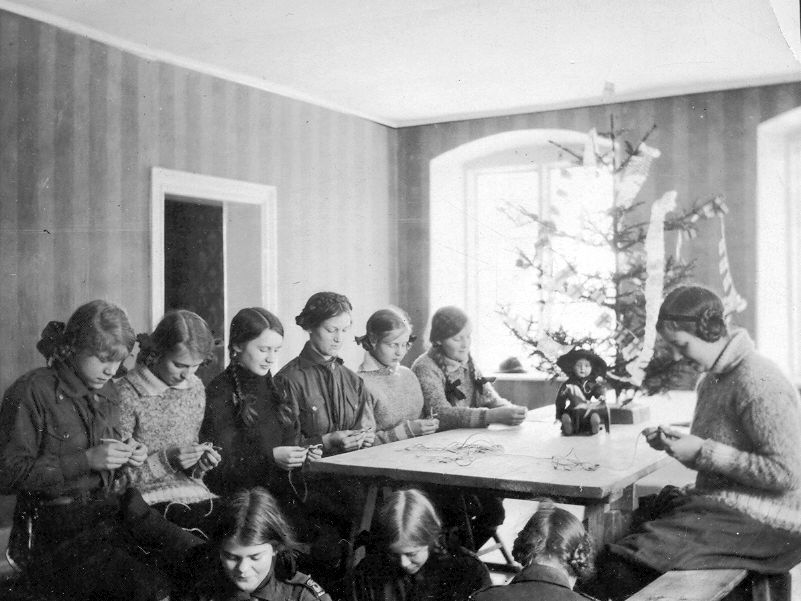
Wallinums flickscouter ägnar sig åt tagling under en utfärd till Säby gård i Jakobsberg 1915.

Scoutfärdigheterna som prövades i klassproven ansågs vara ”sådant, som varje människa behöver kunna för det vardagliga livet” men de fick inte komma i vägen för verksamhetens syfte, som var karaktärsdaning och att uppfylla scoutlagens mål.

### Scoutlagen och flickscoutings syfte
En av de allra första syftesbeskrivningarna för flickscouting gjordes i pojkscoutförbundets tidning Scouten 1913, redan före bildandet av SFS: ”Flickscoutings mål är att öva den kvinnliga ungdomen i hurtighet, beslutsamhet, självständighet, tjänstaktighet o.s.v., men alls icke att skapa något slags genus neutrum eller pojkparodier. Tvärtom vill den tillvarataga och utveckla just det kvinnliga såsom kvinnligt, och förty inriktar den sig i valet av medel på träning i sådana färdigheter, som höra särskilt samman med kvinnokönets livsuppgifter. Flickscouting är sålunda en uppryckning och uppfostran till det praktiska.”
I citatet blir det tydligt hur de aktiviteter som flickscoutverksamheten innebar behövde försvaras gentemot kritiken att de var okvinnliga i en fostrande verksamhet. Det görs genom ett könsrollskomplementärt resonemang och en försäkran om att verksamheten syftar till att fostra in i en traditionell kvinnoroll. Det var viktigt att betona att flickscouterna var såväl scouter som flickor, det vill säga att det faktum att flickorna blev scouter inte innebar att de upphörde att vara flickor.
Det främsta uttrycket för verksamhetens syfte var dock scoutlagen, där målet med den fostrande verksamheten sammanfattades i tio punkter:
1. En scoutflicka talar alltid sanning och sviker aldrig sitt ord.
2. En scoutflicka besinnar alltid sin plikt mot Gud och fosterlandet.
3. En scoutflicka lyder villigt sina föräldrar, lärare och förmän.
4. En scoutflicka är vänlig, uppmärksam och hövisk, samt hjälper andra, särskilt de svaga
5. En scoutflicka är god kamrat och vän med varje annan scoutflicka.
6. En scoutflicka är djurvän.
7. En scoutflicka är rask och samvetsgrann i sitt arbete samt vid gott humör, även om hon har svårigheter att övervinna.
8. En scoutflickas levnadssätt är enkelt och rent, hennes uppträdande flärdfritt, hennes dräkt enkel.
9. En scoutflicka är sparsam för att kunna reda sig själv och hjälpa andra.
10. En scoutflicka gör sin plikt utan tanke på belöning.

Även om flickscoutrörelsen som sådan kunde uppfattas som ett hot mot den bestående ordningen genom att låta flickor göra saker som inte var kvinnligt könskodade, signalerade scoutlagen som verksamhetens ändamålsbeskrivning en lojalitet med det befintliga samhällets värderingar och institutioner, liksom dess syn på individens uppgift i detta.

### 1925-1939: Tillväxt och en del av en internationell flickscoutrörelse
Under decenniet efter SFS grundande 1913 var verksamheten väldigt blygsam till omfattningen. Förbundet räknade runt 1000 medlemmar, och de egna resurserna var starkt begränsade. 1921 avgick Emmy Grén-Broberg som flickscoutchef, och posten var sedan vakant i två år, tills Mary Lagercrantz tillträdde.

#### Medlemsantalet ökar
I mitten av 20-talet började SFS växa kraftigt medlemsantalsmässigt: Från cirka 2000 medlemmar 1925 nådde man drygt det dubbla fem år senare, drygt 8000 i mitten av 30-talet och över 12000 1940. Ökningen sammanföll i tiden med att förbundet fick resurser från olika håll, samtidigt som medlemsökningen i sig naturligtvis genererade resurser i form av både ökade medlemsavgifter och ökad synlighet i samhället.
Några av orsakerna till och följderna av medlemsökningen under dessa år var:
- Verksamhetens åldersspann växte genom att seniorscouting (för flickor över 16 år) och blåvingeverksamhet (för flickor i åldern 8-11 år) började organiseras i slutet av 1920-talet.
- En resesekreterare anställdes som delvis avlönades av Svenska kyrkans Diakonistyrelse.
- Den första handboken, Instruktionsbok för flickscouter, publicerades 1924, efter att ha väntat på trycket i flera år på grund av ansträngd ekonomi.
- En medlemstidning, Sveriges Flickscouters tidning, började ges ut 1925.
- En tidning riktad till scoutledarna, SFS Ledarblad, började ges ut 1928.[34]

#### Större fokus på friluftslivet

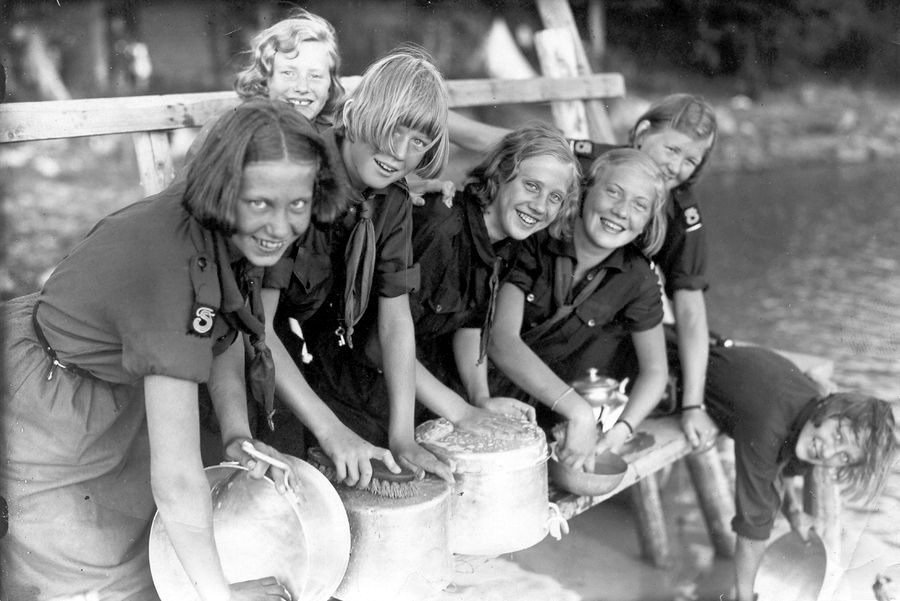
Flickscouter inom SFS skurar grytor på scoutläger på 1930-talet.

En bidragande orsak till den starka uppgången kan också vara att verksamheten som sådan låg mer i tiden än åren runt första världskriget. Förutom att allmän rösträtt för kvinnor nu var införd, och frågan om medborgarfostran för kvinnor därmed förlorat en del av sin tidigare politiska laddning, upplevde Sverige också en ”campingvåg” i slutet av 20-talet. När friluftsliv blev på modet, sågs scouting plötsligt som något av en föregångare. Att friluftslivet kunde ta större plats i SFS program och retorik kan ses som att det fram mot 1930 var mindre laddat för flickscouter att vara i naturen och ägna sig åt traditionellt manligt könskodad verksamhet som byggande av läger.
Flickscoutingen kom också att få tydligare friluftslivsfokus under denna period: kunskapsmoment som behövs för att bo i tält tillkom i klassproven 1930 och sommaren 1928 ägde SFS första förbundsläger rum, Häringelägret utanför Stockholm, i samarbete med KFUK:s scoutförbund. Att man när det gäller friluftslivet var i en brytningstid visas av att förläggningen var blandad, med såväl tältboende som inomhusboende.

#### Engagemang i den internationella flickscoutrörelsen
SFS tog även en aktiv del i den internationella flickscoutrörelsens formering under denna period. Mary Odenkrants blev en av medlemmarna i den första världskommittén för flickornas världsscoutförbund, WAGGGS, när det bildades 1928. Några år senare, 1936, stod Sverige värd för den nionde världskonferensen. Förutom att delta i det internationella arbetet anpassade SFS även sitt eget symboliska ramverk till att bli mer i överensstämmelse med WAGGGS: Förbundsmärket facklan byttes ut mot den internationella flickscoutrörelsens symbol treklövern 1932, och 1934 bytte Sveriges Flickscouters tidning namn till Treklövern.

#### Programrevision och reviderad scoutlag
I mitten av 1930-talet genomförde SFS en större programrevision: Sveriges flickscoutråd fastställer nya klassprov, och även en reviderad scoutlag. Scoutlagen lyder från 1935 i stället så här: 
1. En flickscout talar sanning och står vid sitt ord.
2. En flickscout gör sin plikt mot Gud och fosterlandet.
3. En flickscout är andra till nytta och hjälp.
4. En flickscout är vänlig mot alla och en god kamrat.
5. En flickscout är uppmärksam och hövisk.
6. En flickscout är djurvän och skyddar naturen.
7. En flickscout lyder villigt sina föräldrar, lärare och ledare.
8. En flickscout tager alla svårigheter med glatt humör.
9. En flickscout är arbetsam och sparsam.
10. En flickscout är ren i tanke, ord och gärning.

Genomgående förändringar jämfört med den ursprungliga svenska flickscoutlagen, är att begreppet ”flickscout” nu blivit etablerat och så självklart att det tar plats i scoutlagen i stället för det tidigare ”scoutflicka”, en av flera alternativa benämningar som prövats när verksamheten startades. Formuleringarna är också överlag betydligt mer koncisa, och innehållet har i flera fall stuvats om mellan punkterna. Även i scoutlagens nya utformning märks att SFS blir en del av den framväxande internationella flickscoutrörelsen, då den nya scoutlagen ligger betydligt närmare den engelska flickscoutlagen i sina formuleringar.
Innehållsmässigt finns några skillnader mot den tidigare scoutlagen: I den sjätte punkten har ”och skyddar naturen” tillkommit. Det fanns varken med i den tidigare svenska versionen eller i den engelska scoutlagen. Detta kan ses som en tidig form av miljöhänsyn, och en medvetenhet om att naturen i sig kan vara hotad av människan. Den tidigare formuleringen om att scoutflickans uppträdande är flärdfritt och hennes dräkt enkel, liksom hennes levnadssätt (gamla punkt 8) har ersatts av en betydligt större betoning på renhet, och då i både ”tanke, ord och gärning” (nya punkt 10).
Plikten får i den nya versionen bara en punkt (punkt 2), mot Gud och fosterlandet, medan det i den gamla versionen även specificerades att plikten skulle göras ”utan tanke på belöning” (punkt 10).

### Andra världskriget: Folkförsörjning och luftbevakning
Om femtonårsperioden fram till andra världskriget inneburit en stor medlemstillväxt för SFS, innebar åren under andra världskriget en ännu kraftigare ökning i absoluta tal: Den första januari 1939 hade förbundet 11 414 medlemmar, och den 1 januari 1945 21 515. De mer än 10 000 nya medlemmarna motsvarade en ökning av medlemsantalet med drygt 88 % på sex år.
Redan under första världskriget gjorde SFS medlemmar insatser i beredskapsarbetet. Då handlade det i stor utsträckning om potatisodling för att hjälpa till i den svåra försörjningssituation som Sverige hamnade i som en följd av blockader. Under första världskriget var SFS emellertid en liten, nybildad och ännu ganska okänd rörelse med cirka 1 000 medlemmar över hela landet. Man hade då inte alls samma möjlighet att få genomslag eller resurser för att samordna och organisera sin verksamhet.

#### Jordbruksläger

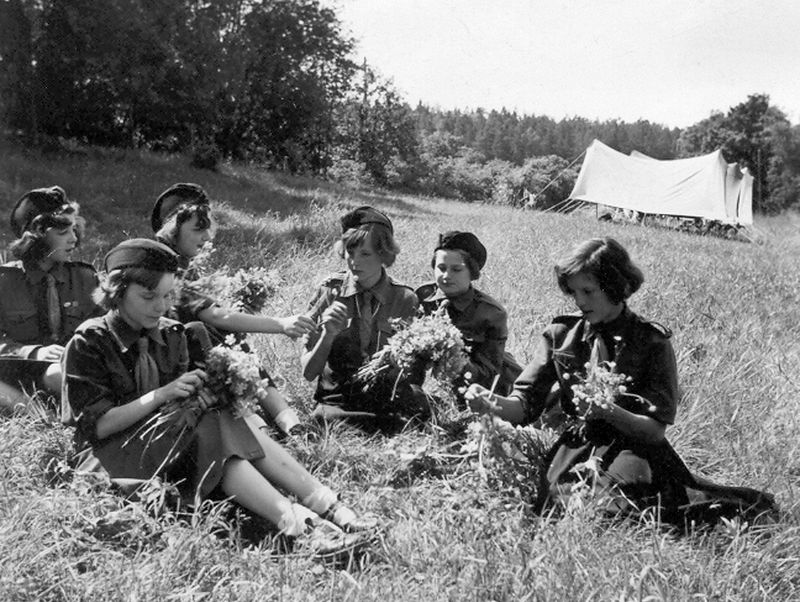
Flickscouter på läger på Lemshaga, Värmdö, under 1940-talet.

Även andra världskriget innebar att flickscouterna kom att engagera sig mycket i livsmedelsförsörjningen, och nu fanns det en etablerad riksorganisation som kunde samordna och marknadsföra verksamheten. Under hela kriget ordnade SFS så kallade jordbruksläger, där en del av tiden användes till traditionell scoutlägerverksamhet, men en stor del till handräckning i jordbruket. Under 1940 deltog till exempel över 1 000 flickscouter och seniorscouter i totalt 41 olika jordbruksläger, vilket enligt förbundets statistik 47 510 arbetstimmar till jordbruket det året.
Att jordbrukslägren blev så populära kan bero på att de till formen var scoutverksamhetens höjdpunkt, lägret, samtidigt som de dels innebar en möjlighet att vara ”andra till nytta och hjälp” (scoutlagens tredje punkt), dels rent konkret var en viktig insats för landet i en svår och utsatt tid, när alla resurser behövde mobiliseras enligt retoriken.

#### Humanitär verksamhet och insamlingar
Andra världskriget kom närmare Sveriges gränser än det första, och flickscouternas verksamhet fick också en mer försvarsnära karaktär, och inte bara inriktning mot folkförsörjning: Det handlade om att tillverka förbandsmaterial, skicka klädpaket till Finland, men även inom Sverige, städa flyktingförläggningar, samla in metallskrot till industrin och göra insatser i det civila luftskyddet.

#### Beväpnade flickscouter i luftbevakningen

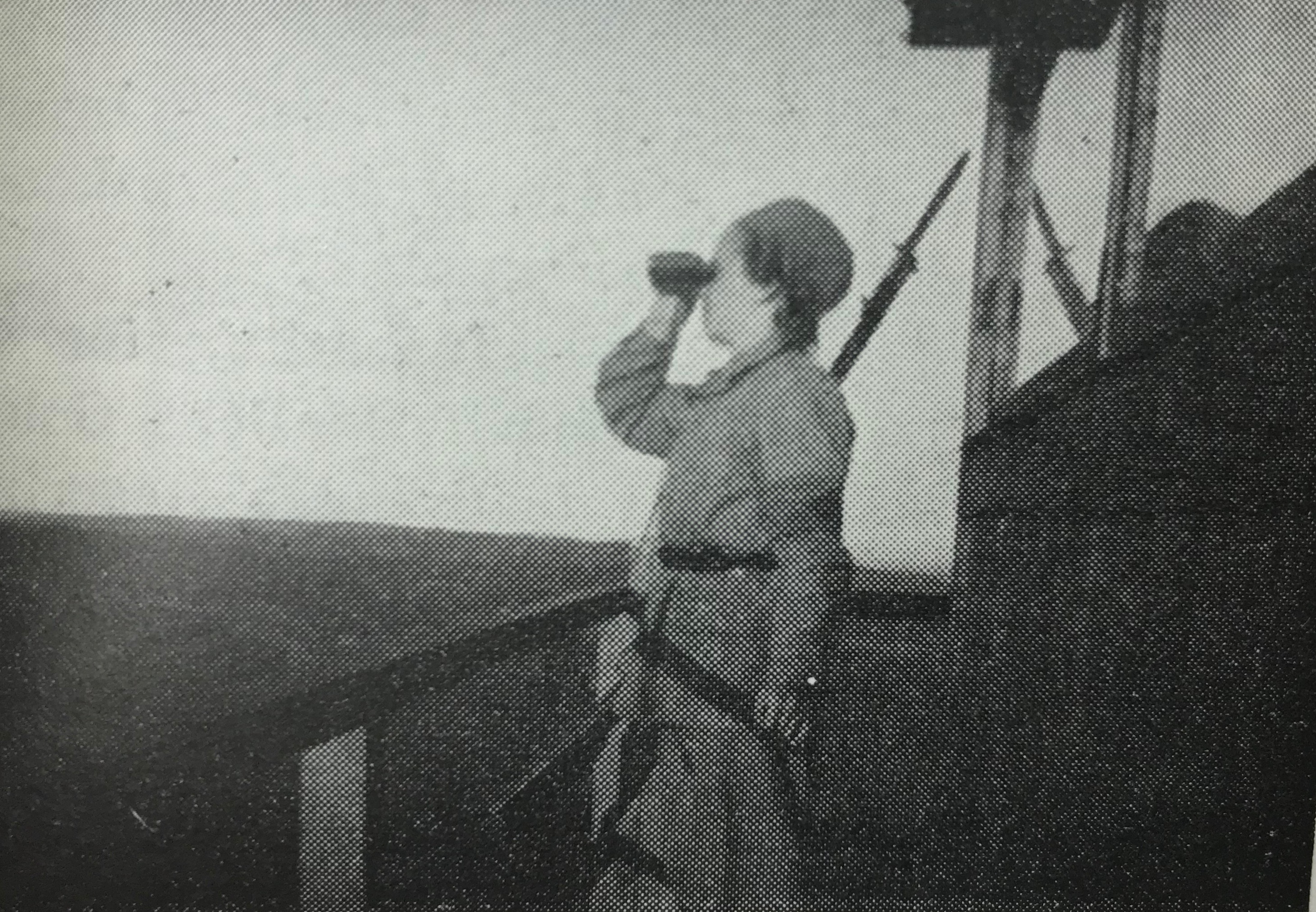
Flickscout bemannar luftbevakningsstation någonstans i Sverige under andra världskriget.

Den tydligast försvarsanknutna verksamheten var dock luftbevakningen, där flickscouter över 16 års ålder från mitten av 1940 bemannade luftbevakningstorn. Fram till våren 1940 hade luftbevakningen utförts av landstormen med motiveringen att det var att betrakta som krigstjänst, då uppgiften innebar risk för beskjutning. I takt med att bristen på soldater ökade, omkodades dock verksamheten retoriskt till att främst bli en syssla som passade kvinnor. Detta genom att den sades kräva uppmärksamhet och koncentration, egenskaper som ansågs typiskt kvinnliga.
Resultatet av detta blev att cirka 200 flickscouter och seniorscouter inom SFS bemannade totalt 13 luftbevakningsstationer under 1941. På grund av brist på lämpliga uniformer utfördes bevakningen under de första somrarna i scoutdräkt. Luftbevakarna var beväpnade, och det var den första befattningen öppen för kvinnor i det svenska försvaret som innefattade vapenhantering.
I sammanhanget är det intressant att flickscouting gav denna möjlighet för unga kvinnor att delta i försvaret, samtidigt som pojkscouterna avhöll sig från motsvarande insatser. De svenska pojkscouterna hade under mellankrigstiden återkommande anklagats för ”militarism”, och behövde av den anledningen hålla visst avstånd till försvarsmakten, medan flickscouterna inte hade några sådana bekymmer, och därför också kunde ta sig ett större utrymme som rörelse i försvarsfrågan.

#### En del av ungdomsberedskapen
Under kriget kom också SFS att ingå i den år 1942 grundade organisationen Sveriges ungdomsberedskap, som i dag fortlever under namnet Landsrådet för Sveriges Ungdomsorganisationer (LSU).

### Efterkrigstiden: stagnation, omorientering och ökat samarbete med pojkscouterna

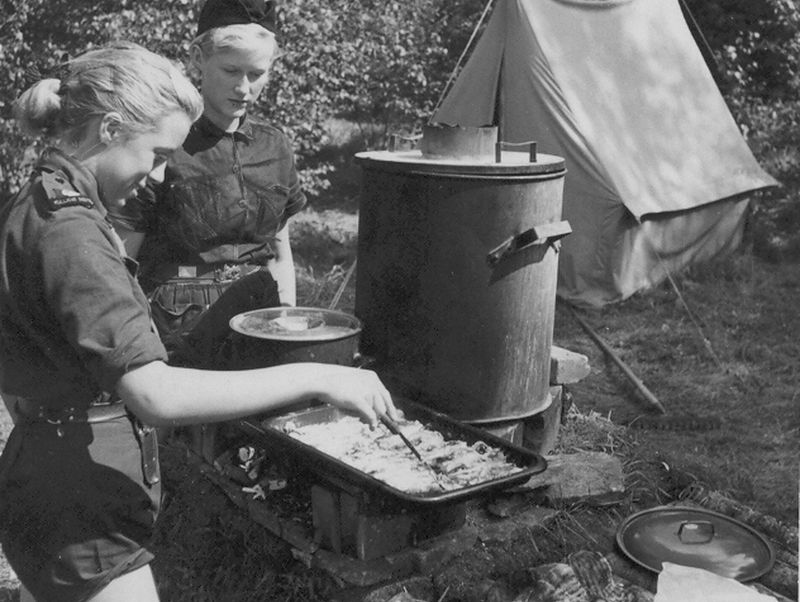
Flickscouter på läger steker strömming över öppen eld.

Vid krigsslutet 1945 hade SFS dryga femton år av expansion bakom sig, varav de senaste sex åren under kriget inneburit en kraftig medlemsökning som nära nog fördubblat förbundet storleksmässigt. Förbundet hade dock uppenbara svårigheter att orientera sig i efterkrigstiden, där å ena sidan den beredskapsanda som lockat många ungdomar till rörelsen för att göra en insats för landet inte längre fanns, och å andra sidan flera av de ideal som scoutrörelsen upplevdes stå för hade blivit diskrediterade genom kriget. Fosterlandskärlek och modernitetskritik förknippades med scoutrörelsen, men motsvarande tankar hade också varit en uttalad del av nazismens och fascismens ideologier. Efterkrigsåren innebar i stället i Sverige och på många andra håll ett stort uppsving för kulturradikalism och samhällsomdaning, värden som scoutrörelsen hade svårt att förhålla sig till i sin verksamhet, och som allmänheten inte heller förknippade med scouting.
Från att ha växt oavbrutet sedan 1920-talets senare del, tappade SFS mellan 1945 och 1947 nästan 4 000 medlemmar, i huvudsak ledare och i flickscoutgrenen. Först under andra halvan av 1950-talet, alltså mer än ett decennium efter krigsslutet, började medlemsantalet öka stadigt igen, och man nådde över rekordsiffran från 1945.

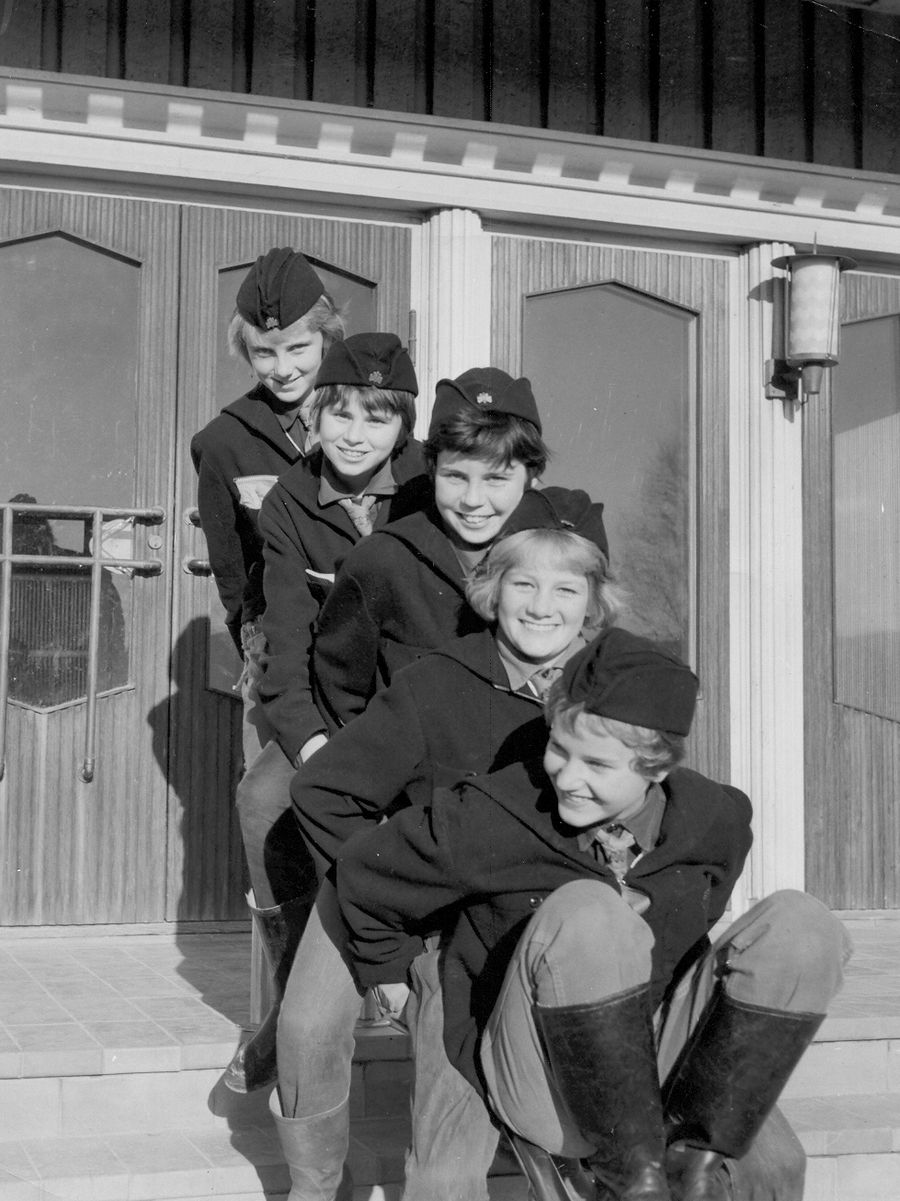
Patrulledare under 50-talet: Nu är håret så kort att det inte går att sätta upp, och i stället för lång kjol är byxor och bussarong tidens plagg till scoutdräkten.

Verksamhetsmässigt kännetecknades det första efterkrigsdecenniet av en konsolideringsfas efter den våldsamma expansionen under kriget, som även efter medlemstappet hade gjort SFS till ett betydligt större förbund: nya och utvecklade ledarutbildningar, förbundsläger 1946 och 1949, expansion av kansliet i och med anställning av fyra nya resesekreterare, nya klassprov och nytt seniorscoutprogram. Dessutom reste förbundssekreteraren på studieresa till USA 1950, för att lära av den stora, professionella flickscoutorganisationen Girl Scouts of the United States.
1950-talets andra hälft fick för förbundet sin prägel av diskussioner om samverkan med pojkscoutförbundet Sveriges Scoutförbund, diskussioner som så småningom ledde fram till ett samgående mellan de två förbunden. Medlemsutvecklingen tog fart igen under årtiondets sista år, och vid samgåendet 1960 hade förbundet nästan 28 500 medlemmar. Treklöveraktionen under 1950-talets sista år blev ett nytt sätt för SFS att utöva samhällsengagemang, genom en stor insamling till det som blev Treklöverhemmet för rehabilitering av ungdomar med fysiska funktionsnedsättningar. Den typen av samhällsengagemang fortsatte in i det nya, gemensamma Svenska Scoutförbundet efter 1960, och blev ett modernare sätt att engagera sig för samhället i ett land där välståndet växte snabbt och samhället tog över mycket av det ansvar som tidigare legat på olika typer av välgörenhetsorganisationer.

### Scoutnamnen: lagom närhet mellan scouter och ledare?
Scoutrörelsen hade redan i Baden-Powells bok Scouting for boys en kluvenhet mellan å ena sidan den samhällsbevarande respekten för hierarkier och å andra sidan den klass- och åldersöverskridande ambition som skulle rädda samhället från undergång. För den svenska flickscoutrörelsen med sin bas i storstadsmedelklassens flickskolevärld tillkom dessutom den reformpedagogiska strömningens ambition om förtroende och närhet mellan barn eller ungdomar och ledare. Motsättningen blir tydlig i den ursprungliga flickscoutlagens tredje punkt (”En scoutflicka lyder villigt sina föräldrar, lärare och förmän”) och dess femte (”En scoutflicka är god kamrat och vän med varje annan scoutflicka.”): Å ena sidan lydnad, å andra sidan kamratskap.
Reformpedagogikens antihierarkiska strävanden försvårades av det tidiga 1900-talets tilltalsskick: Ett barn eller en ungdom, till exempel en flickscout, kunde inte säga ”du” till en vuxen, till exempel sin scoutledare. Inte heller kunde vuxna flickscoutledare dua varandra hur som helst. Det förväntade sättet att tilltala en vuxen kvinna var inom medelklassen var med fru/fröken + efternamn, alternativt titel + efternamn.
Att ledarna och scouterna tog sig scoutnamn blev ett sätt att hantera denna motsättning mellan samhällets krav på respekt och flickscoutrörelsens egna ambitioner när det gäller formerna för ledarskapet. Scoutnamnen, som i regel var korta, en- eller tvåstaviga, blev ett sätt att ställa sig utanför samhällets krav och skapa ett annat rum. Samtidigt gjorde avgränsningen av namnens användning till scoutverksamheten att tilltalsskicket inte riskerade att uppfattas som radikalt och omstörtande. Ambivalensen mellan närhet och respekt för hierarkier märktes dock i återkommande diskussioner om att scoutnamnen riskerade att leda till en tramsig stämning och bristande respekt för ledarna.
1943 beslutar SFS styrelse om en du-reform rörelsens vuxna emellan. Därefter skulle det vara fritt för flickscoutledare att tilltala varandra med ”du”, och inte behöva använda vare sig scoutnamn eller titel + efternamn även om man inte redan lagt bort titlarna med varandra.

### Sjöflickscouting
Sjöscoutverksamheten inom SFS blev aldrig särskilt omfattande: Under de första tio åren som verksamheten redovisades, översteg antalet sjöflickscouter aldrig 135 stycken. I 1957 års flickscouthandbok får verksamheten en knapp sida, där det just konstateras att verksamheten inte är så stor, och i övrigt påpekas att man kan skicka efter särskilda klassprov för sjöscouter från SFS. Den första sjöflickscoutkåren antogs till SFS 1942.

## Förbundsläger

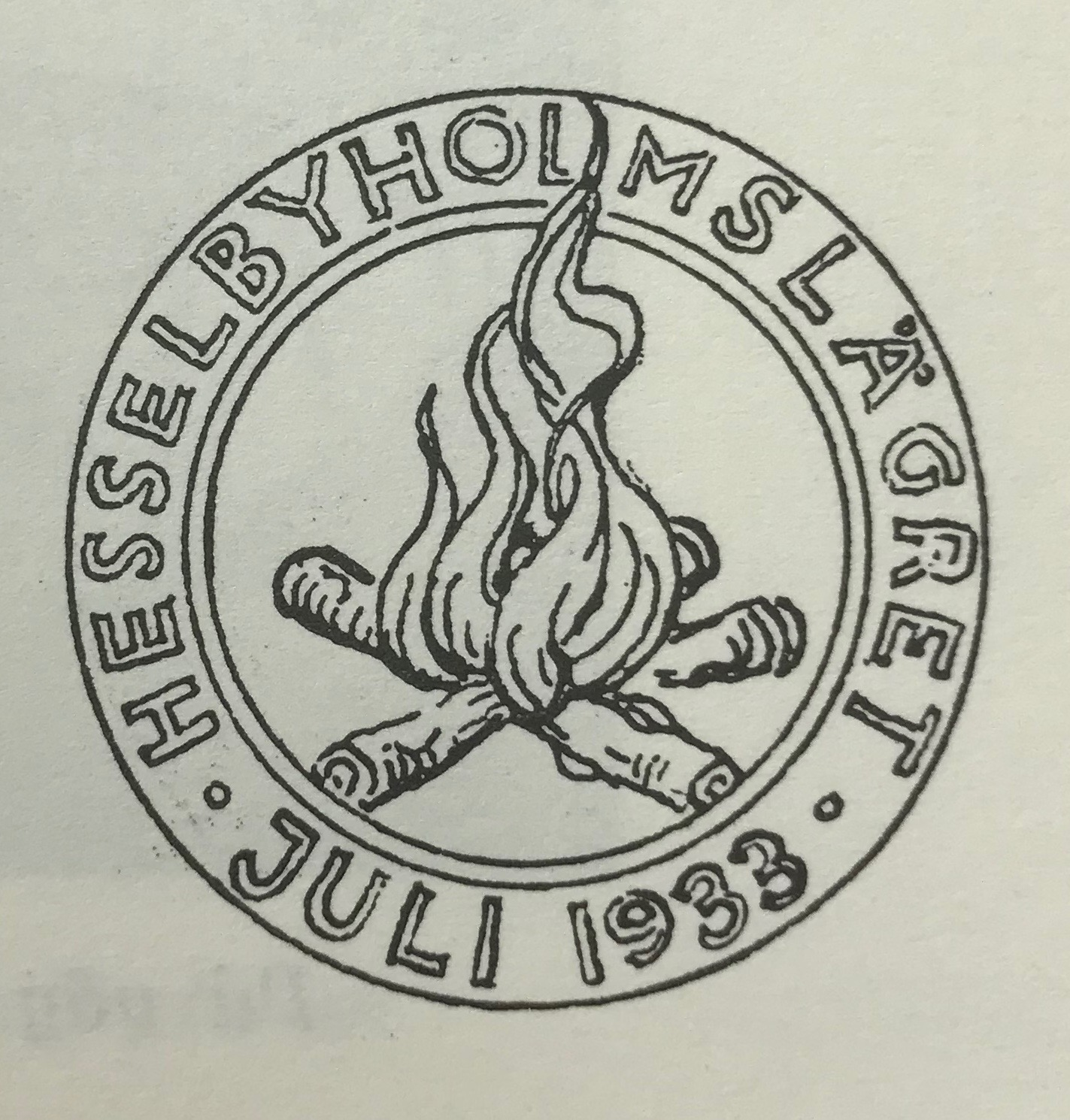
Hesselbyholmslägrets lägermärke.

Sveriges Flickors Scoutförbund arrangerade följande förbundsläger: 
- Häringelägret två mil norr om Nynäshamn den 28 juni-6 juli 1928, tillsammans med KFUK:s scoutförbund. Cirka 1180 deltagare från sex länder.
- Hesselbyholmslägret på Fogdön i Mälaren i närheten av Strängnäs den 3-13 juli 1933. Cirka 1000 deltagare från fyra länder.
- Björkölägret på Björkö nära Njurunda, 2-12 augusti 1946. Cirka 3400 deltagare från sex länder.
- Stråkenlägret vid sjön Stråken i närheten av Mullsjö den 5-16 augusti 1949. Cirka 3000 deltagare från 17 länder.
- Tromtölägret på Tromtö i Blekinge skärgård väster om Karlskrona den 30 juli-10 augusti 1954. Cirka 2700 deltagare från 17 länder.
- Västgötaresan vid sjön Sävelången utanför Alingsås den 31 juli-10 augusti 1959. Cirka 3400 deltagare från 16 länder.

## Medlemsutveckling

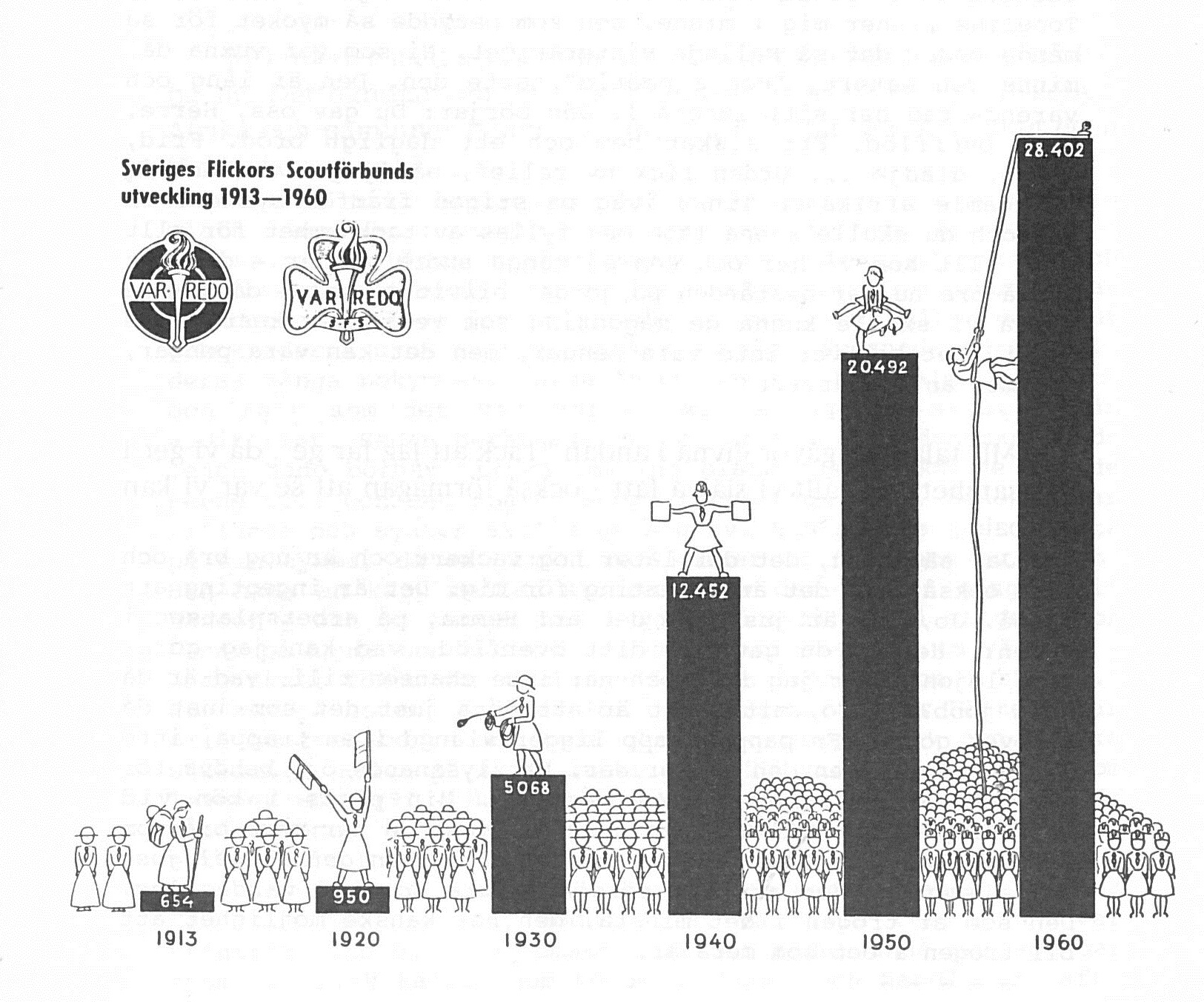
SFS medlemsutveckling 1913-1960. Genom att ta mätpunkterna 1940, 1950 och 1960 behövde man inte illustrera medlemstappet under åren 1945-55.

Medlemsutvecklingen i Sveriges Flickors Scoutförbund var följande:
| År   | Antal medlemmar |
| ---- | --------------- |
| 1914 | 654             |
| 1920 | 950             |
| 1925 | cirka 2 000     |
| 1930 | 4 740           |
| 1935 | 8 310           |
| 1940 | 12 452          |
| 1945 | 21 515          |
| 1950 | 20 492          |
| 1955 | 19 561          |
| 1960 | 28 402          |

## Tidningar
Först 1926, mer än tio år efter förbundets grundande, började SFS ge ut en tidning riktad till sina medlemmar. Från början hette tidningen Sveriges Flick-scouters tidning, men 1934 bytte den namn till Treklövern.
Från 1929 gav man dessutom ut en tidning för förbundets ledare, SFS Ledarblad.

## Handböcker och ledarhandledningar

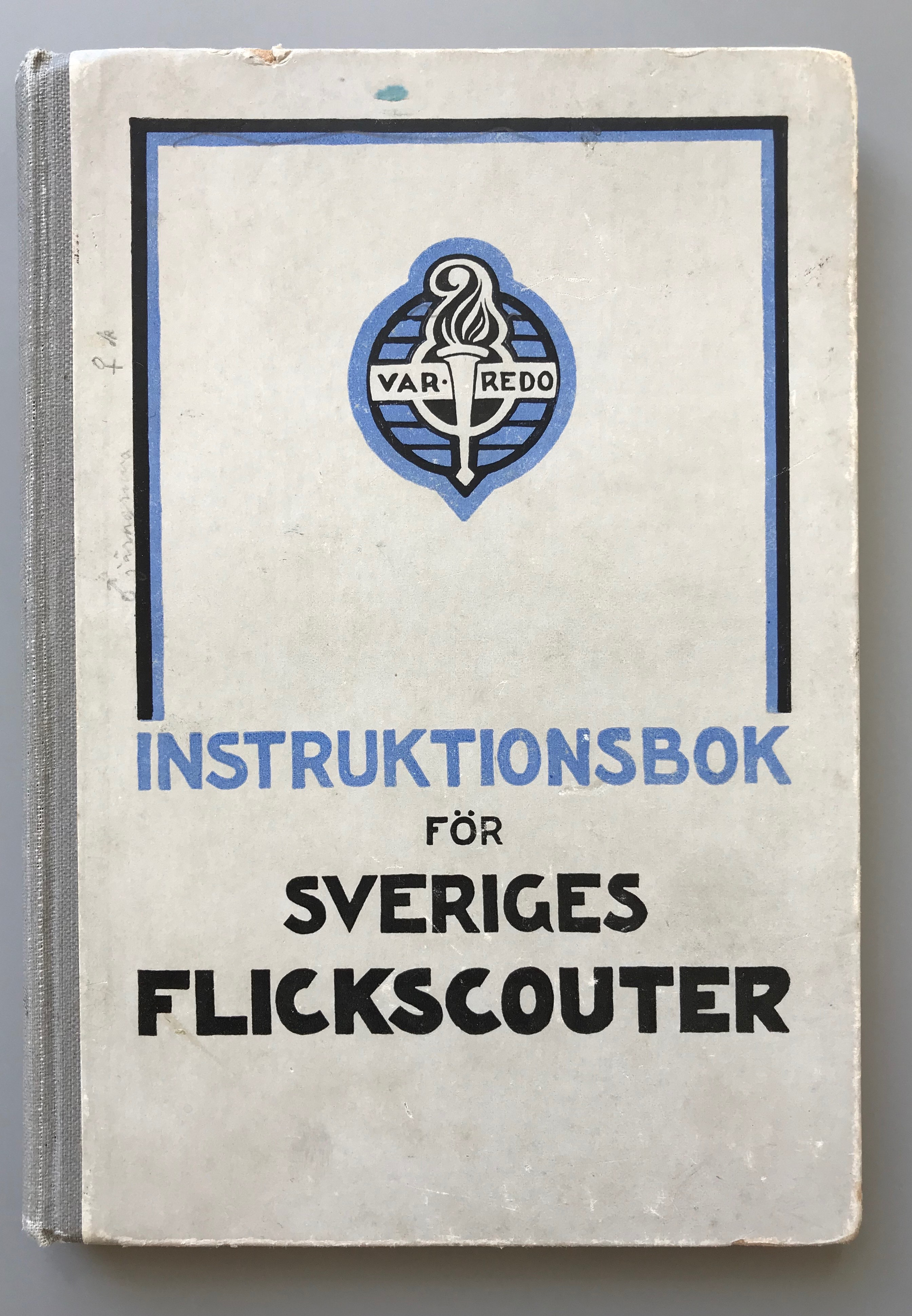
Instruktionsbok för Sveriges flickscouter 1924.

Det dröjde mer än tio år efter förbundets bildande innan SFS hade resurser att ge ut sin första handbok, Instruktionsbok för Sveriges flickscouter. Under förbundets historia kom följande handböcker som riktade sig till flickscouterna ut:
- Instruktionsbok för Sveriges Flickscouter, 1924
- Handbok för flickscouter, 1930
- Flickscouternas bok, 1936
- Flickscouternas bok (2 uppl), 1945
- Flickscouternas handbok, 1957

För blåvingeverksamheten användes Blåvingeboken, som kom i sin första upplaga 1931.
För seniorscoutgrenen kom Seniorscouthandboken 1951.
Ledarhandledningen för flickscoutgrenen utgavs i form av häften i Instruktionsserie för ledare. Häftena var bland annat:
- Nr 1: Morsering och morselekar
- Nr 2: Woodcraft-natur, träd
- Nr 3: Woodcraft-natur, stjärnor

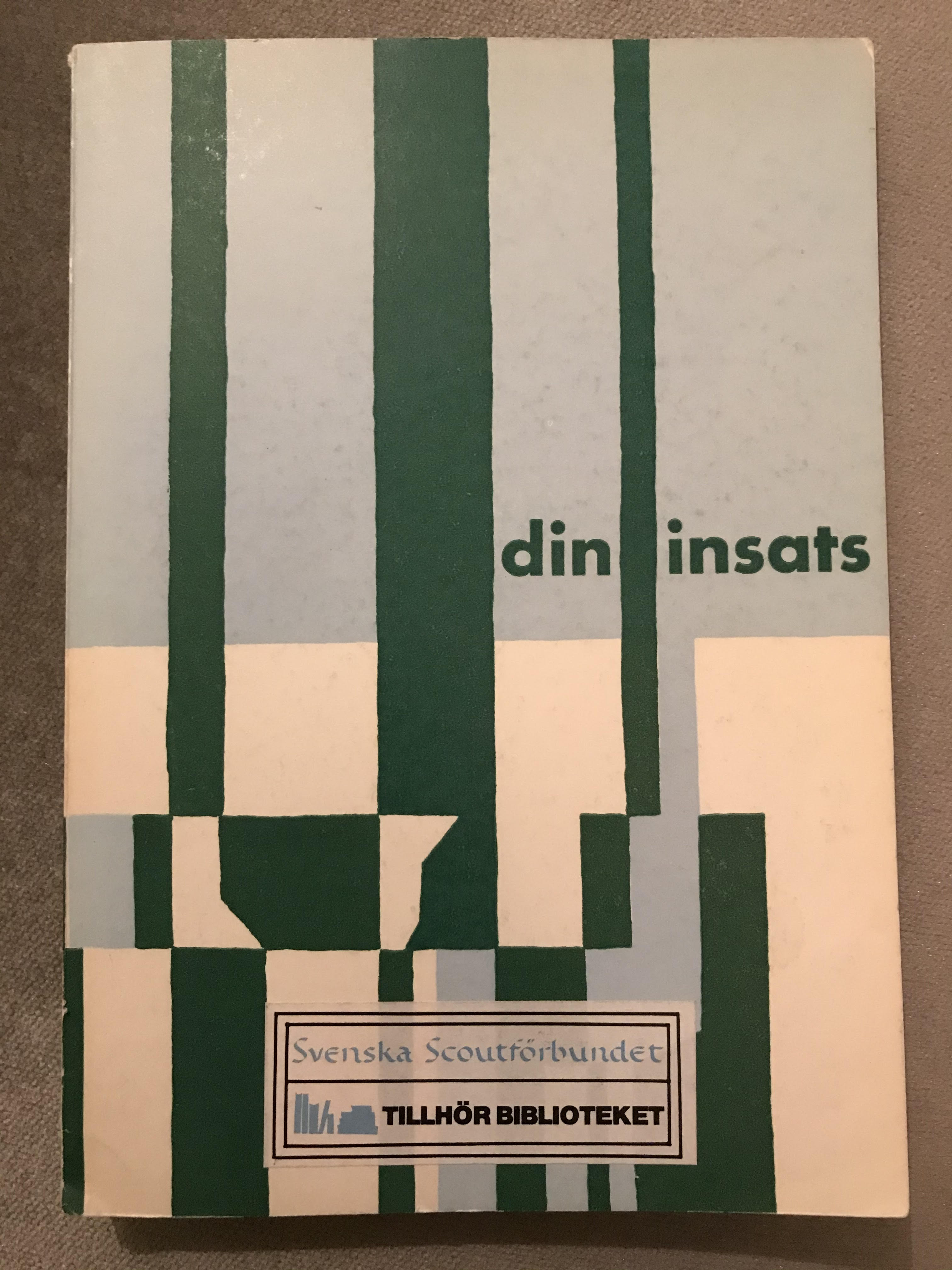
Din insats 1960.

- Nr 4: Ansgarsmärket (ett specialmärke som förutsatte kunskap om rörelsens historia, något om bibelns innehåll och struktur samt församlingskunskap)
- Nr 5: Orientering
- Nr 6: Sveriges flickors scoutförbunds historia
- Nr 7: Allmänna råd och anvisningar för blåvingeledare, I
- Nr 8: Allmänna råd och anvisningar för blåvingeledare, II
- Nr 9: Sveriges flickors scoutförbunds organisation m. m.
- Nr 10: Läger
- Nr 11: Patrullsystemet
- Nr 13: Våra klassprov på pappret och i praktiken

För blåvingeverksamheten fanns dessutom Blåvingeledarhandboken.
Året för samgåendet med Sveriges Scoutförbund, 1960, kom ledarhandledningen Din insats ut. Den riktade sig i huvudsak till ledare för flickscoutgrenen.

## Frustunaby
Gården Frustunaby i utkanten av Gnesta var SFS lägerplats och centrum för förbundets ledarutbildningar från det att gården donerades till förbundet 1925 och så länge som flickscouting bedrevs i Sverige.

## Flickscoutrörelsens organisation

### Samverkan med de andra svenska flickscoutförbunden
Sveriges Flickors Scoutförbund var i nästan tio års tid det enda svenska flickscoutförbundet, tills KFUK:s scoutförbund bildades i början av 1920-talet. Strax därefter, 1923, bildades Sveriges Flickscoutråd (SFR), där förbunden samarbetade om gemensamma frågor, som till exempel scoutlag, klassprov och efter hand även internationella frågor. 1946 bildades IOGT:s flickscoutförbund och NTO:s flickscoutförbund, efter att nykterhetsrörelsens flickscoutkårer varit anslutna till SFS. 1951 anslöt sig även Frälsningsarméns flickscoutförbund till SFR.

### SFS organisation

#### Lokal organisation
Förbundets minsta organisatoriska enhet var flickscoutpatrullen. Motsvarigheten till patrullen kallades flock för blåvingarna och lag för seniorscouterna.  Patrullerna och lagen bildade i sin tur kårer på lokal nivå, och blåvingeflockarna bildade ringar. Kårer och ringar på respektive ort sammanfördes i distrikt. I regel fanns ett eller ett par distrikt per län.

#### Nationell organisation
På nationell nivå samlades förbundets årsmöte, förbundsstämman, varje år för att välja förbundsstyrelse. Ordförande i förbundsstyrelsen var flickscoutchefen och dessutom fanns en vice flickscoutchef (två från 1942). Dessa valdes direkt av förbundsstämman. Styrelsen bestod i övrigt av ett antal ordinarie styrelsemedlemmar och suppleanter, som alla valdes av förbundsstämman. Förbundsstyrelsen bestod dessutom av förbundssekreterare, kassaförvaltare, resesekreterare och sekreterarna i förbundets utskott. Dessa funktionärer utsågs av förbundsstyrelsen.
Utskottens antal och ansvarsområden varierade naturligtvis över tid. I slutet av 1930-talet fanns till exempel följande utskott:
- N.T.O:s flickscoututskott
- Ledarutskottet
- Seniorscoututskottet
- Blåvingeutskottet
- Lägerutskottet
- Tidningsutskottet
- Bodutskottet (ansvarade för Flickscoutboden, förbundets bolag för försäljning av scoututrustning)

Förbundsstyrelsen hade ett verkställande utskott, sekretariatet, som skötte det löpande arbetet mellan de ganska fåtaliga förbundsstyrelsemötena. Sekretariatet sammanträdde varje vecka och bestod av flickscoutchef och vice, förbundssekreterare, kassaförvaltare och resesekreterare.

#### Anställd personal
Till förbundsstyrelsen hörde också ett kansli, förbundsexpeditionen, med anställd personal. Tjänsten som resesekreterare var en av de första som inrättades, och finansierades till hälften av Svenska kyrkans Diakonistyrelse under flera decennier.

## Scouternas julkalender
SFS tidningsutskott fick 1934 en ny ordförande, Henny Mörner, som för att ta in pengar till det växande förbundet lät trycka 10 000 julkalendrar inför julen samma år. Flickscoutförbundets kalender, som kallades Barnens adventskalender, var den första som trycktes i Sverige och ritades av en svensk konstnär. Kalendern kom med tiden att bli en viktig inkomstkälla för SFS, och nytryck av julkalendrarna säljs fortfarande av Scouterna inför varje jul.

## SFS Förbundsmärke
| SFS förbundsmärke 1913-1932 till vänster och SFS förbundsmärke 1932-1960 till höger |  | SFS förbundsmärke 1913-1932 till vänster och SFS förbundsmärke 1932-1960 till höger |
| SFS förbundsmärke 1913-1932 till vänster och SFS förbundsmärke 1932-1960 till höger |  |                                                                                     |

I samband med bildandet 1913 antog SFS som sitt förbundsmärke en fackla. Den hade ritats av en av de första scoutledarna från Wallinska skolans scoutkår, teckningsläraren Signe Hammarsten, efter en förebild i ett fönster i Wallinska skolans aula.
När den internationella flickscoutrörelsen tog form, valde den treklövern som sin symbol. Då SFS var drivande i rörelsen, var det naturligt att visa sin anslutning genom att byta sitt förbundsmärke till en treklöver. Det nya märket antogs 1932, och var även det skapat av Signe, som då sedan många år var gift Hammarsten-Jansson och verksam som formgivare, illustratör, satiriker och tecknare i Finland. Även det nya förbundsmärket innehöll facklan, men nu placerad i treklöverns mitt.

## Flickscoutchefer

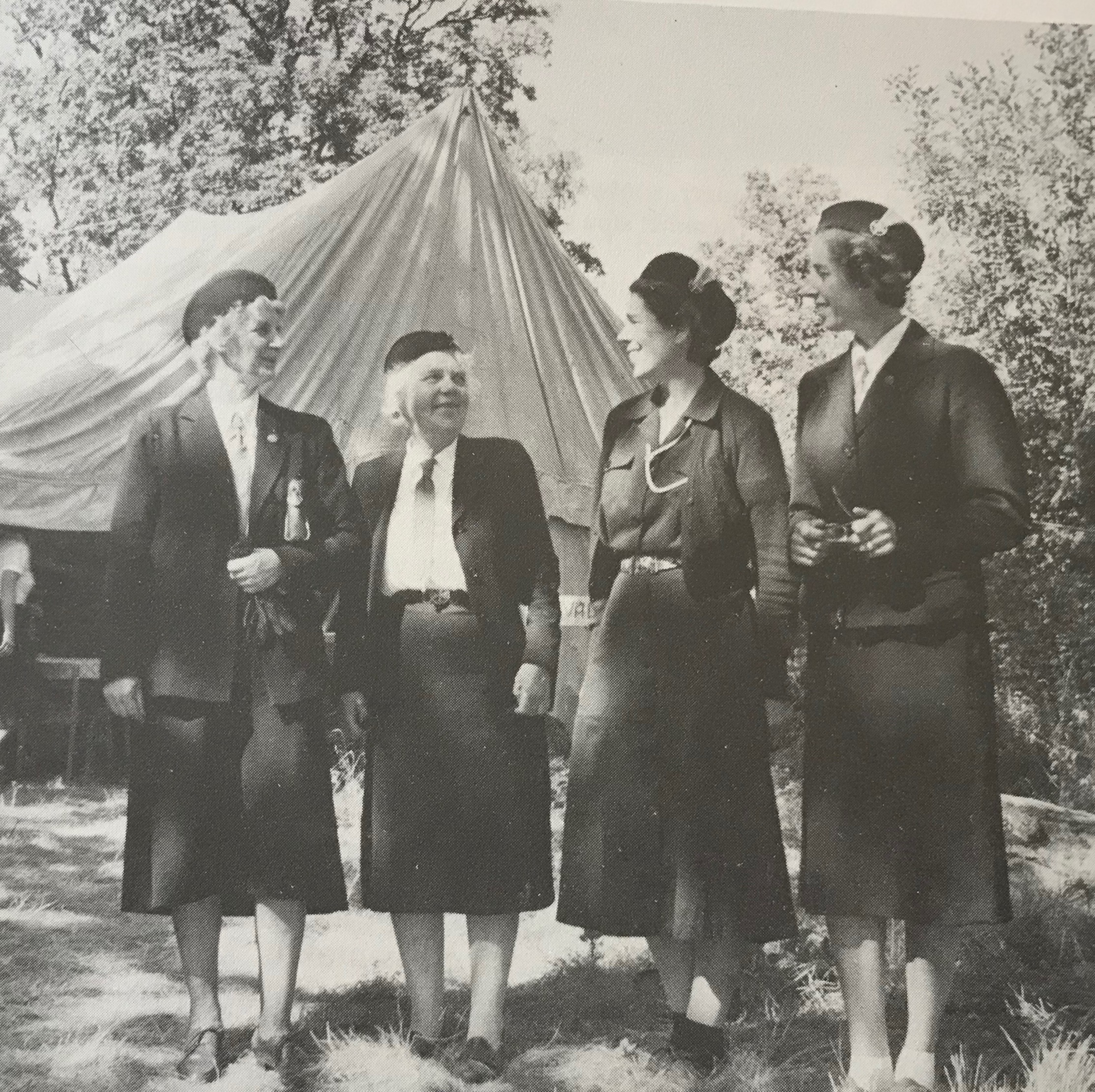
Flickscoutcheferna Maria Dillner, Gerda Bäckström, Estelle Bernadotte och Märta Norrman träffas på SFS förbundsläger Västgötaresan 1959.

Under perioden som självständigt scoutförbund hade SFS följande flickscoutchefer:
- Emmy Grén-Broberg 1913-1921
- Mary Odencrants 1923-1931
- Maria Dillner 1931-1935
- Gerda Bäckström 1935-1949
- Estelle Bernadotte 1949-1957
- Märta Norrman 1957-1960

Efter samgåendet med Sveriges Scoutförbund var följande personer flickscoutchefer:
- Märta Norrman 1960-1964
- Marianne Jornée 1964-1969
- Harriet Jakobsson 1969-1972

## Samgåendet med pojkscouternas förbund 1960
Samarbetet mellan SFS och pojkscouternas motsvarighet, Sveriges Scoutförbund (SS), kännetecknades länge av att det dels var ganska oproblematiskt, dels i princip enbart organisatoriskt och inte verksamhetsmässigt. Förbunden kunde göra gemensamma aktioner, som skrotinsamlingen under kriget, och SFS använde SS organisation Scoutvaror. Man delade också på den gemensamma understödsföreningen Scoutfrämjandet från 1936, då respektive förbunds garantförening slogs samman. Inledningsvis, mellan 1913 och 1925, då SFS startade sin egen tidning, fick förbundet även visst utrymme i SS tidning Scouten, bland annat i form av en återkommande flickscoutspalt. Så snart SFS etablerat flickscouting som något kvinnligt kodat och annorlunda än pojkscouting, upphörde verksamheten att te sig hotande för pojkscouterna, och de två förbunden och verksamheterna kunde samexistera.

### Gemensam seniorscoutverksamhet
Det första steget mot gemensam verksamhet för pojkar och flickor togs 1941, då styrelserna i SFS respektive SS beslutade om att inleda ett samarbete för den äldsta ålderskategorin, SFS seniorscouter och SS vandrarscouter. Ett följdriktigt nästa steg blev en gemensam ledarutbildning för senior- och vandrarscouternas ledare, och den första ägde rum på Frustunaby 1952. Då hade även samarbete kring andra frågor, som till exempel studiearbete, börjat diskuteras mellan de två förbunden.
Att samarbetet kom att börja just med senior- och vandrarscouter berodde delvis på att båda förbunden upplevde svårigheter med att behålla de äldre scouterna som medlemmar. Tanken blev då att scouterna i de övre tonåren skulle vara mer intresserade av att stanna kvar i verksamheten, om denna innebar att de fick träffa det motsatta könet. För denna åldersgrupp fanns också möjligheter att utnyttja det statliga bidrag för studieverksamhet som införts i slutet av 1940-talet. Könsblandade grupper blev större, och då blev också möjligheterna att ta del av bidragen bättre.

### Det omgivande samhällets förändringar och scoutings förändrade roll
I det omgivande samhället förändrades också verksamheterna för ungdomar raskt. Flickskolorna, som ju i synnerhet i Stockholm utgjort den miljö där flickscoutverksamheten startat och blomstrat, var under avveckling i och med enhetsskolans införande, och enhetsskolan innebar könsintegrerad verksamhet.

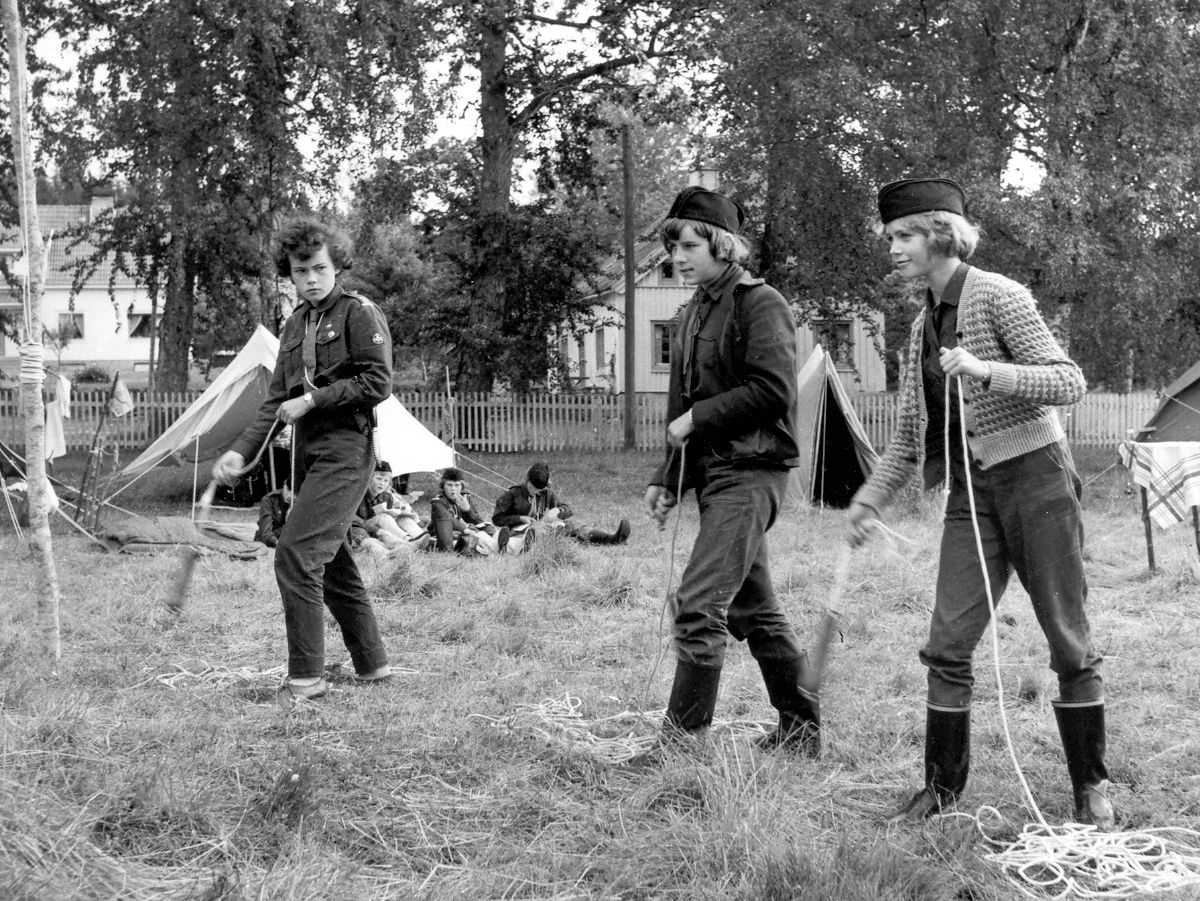
Möjligen blir livlinekastningen roligare om man får göra den tillsammans med pojkscouterna.

Det var pojkscouternas förbund SS som var mer pådrivande i utvecklingen mot ett utökat samarbete. En anledning till det kan ha varit att de maskulint nationalistiska ideal som pojkscoutrörelsen stått för före och under kriget var svårare att förena med efterkrigstidens tonvikt på demokrati. För pojkscouterna var samarbetet en strategi för att utveckla sin verksamhet och bli mer i takt med tiden, inte minst efter negativ publicitet för pennalism i samband med SS förbundsläger Åvatyr 1950.
En annan faktor som drev på för ökat samarbete i båda förbunden, var deras respektive strävan att dra större nytta av scouternas föräldrar som en resurs i verksamheten. Då blev det i många fall märkligt ur ett föräldraperspektiv att engagera sig i en förening som bara ordnade verksamhet för det ena eller några av barnen.
Scoutrörelsens nya plats i efterkrigstiden blev, efter viss osäkerhet åren direkt efter kriget, att den skulle erbjuda en kontrollerad insocialisering i heterosexuella relationer och visa på vägen fram till familjen som samhällets minsta beståndsdel. Av den anledningen var det också rimligast att bedriva könsintegrerad verksamhet i den äldsta åldersgruppen, som ju stod närmast familjebildningen. Den enkönade miljön i respektive förbund började också uppfattas som potentiellt problematisk, eftersom den ansågs kunna attrahera homosexuella eller uppmuntra till homosexualitet, vilket gick på tvärs mot den svenska scoutrörelsens nyetablerade fokus på den heterosexuella kärnfamiljen.

### Pojkscouterna börjar rekrytera flickor till sin verksamhet
Under andra halvan av 1950-talet blev samarbetsfrågan mer akut. Främst berodde det på att SS dels öppnade sin seniorscoutverksamhet även för flickor 1955, dels började tillåta flickor att delta i verksamhet för yngre åldrar, även om det skedde i liten skala och begränsat. SFS styrelse ansåg att de i längden inte hade något annat val än att gå samman i ett gemensamt scoutförbund, eftersom alternativet på sikt vore att det större och resursstarkare pojkscoutförbundet rekryterade både flickor och pojkar, och därmed fick tillgång till en rad organisatoriska fördelar. Samtidigt kunde flickscoutförbundet av flera anledningar inte gärna börja rekrytera även pojkar.

### Betoning av kvinnlig särart som ett sätt att hantera ett oundvikligt samgående

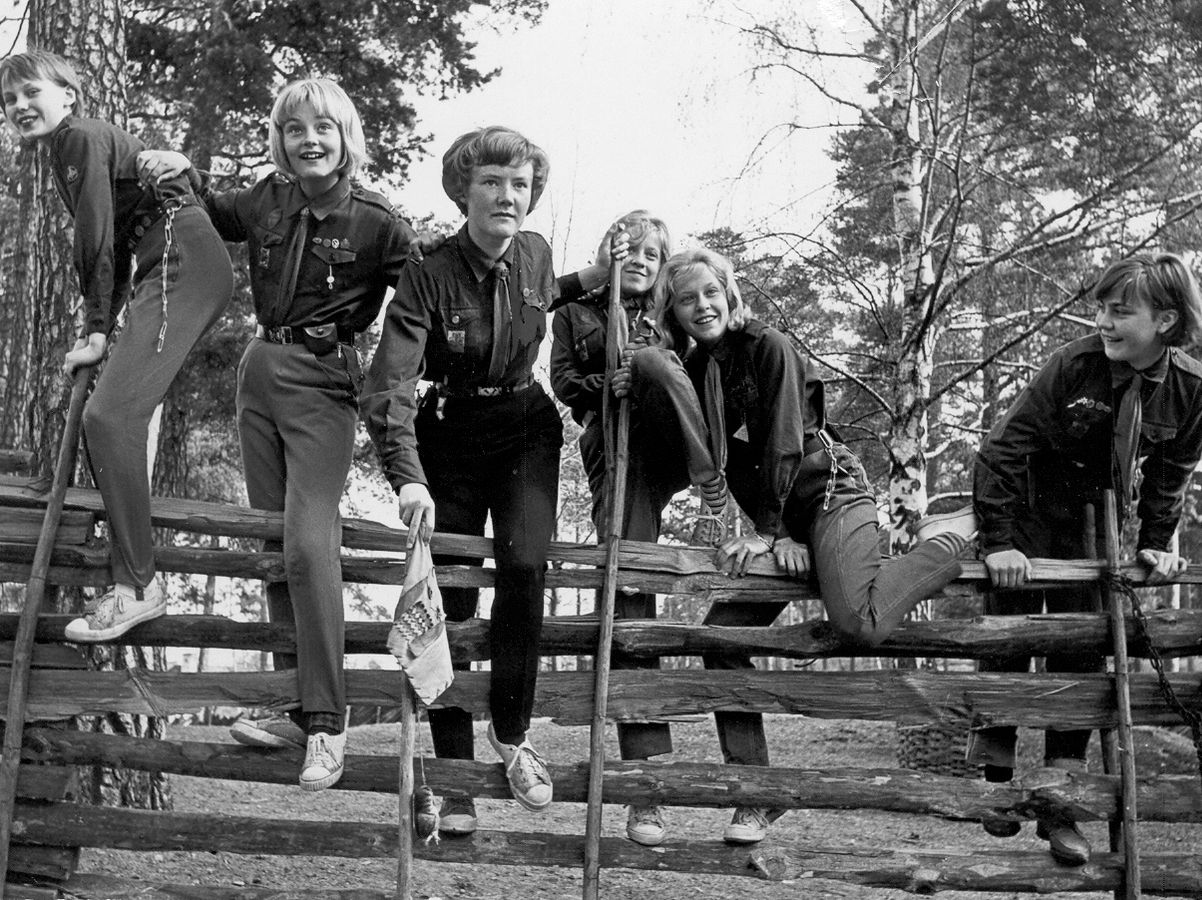
Flickscoutpatrull på väg över staketet.

För att hantera denna situation och inte riskera att bli helt uppätna av det större pojkscoutförbundet i ett samgående valde SFS att, precis som vid förbundets bildande nästan ett halvsekel tidigare, lyfta fram kvinnans särart och flickscoutverksamhetens komplementära karaktär som förbundets specifika kompetens att tillföra ett framtida, gemensamt scoutförbund.
I den kulturradikala efterkrigsmiljö där kärnfamiljen betonades, hamnade flickscouternas organisation i en svårhanterlig situation: SFS ökade betoning av vikten av heterosexuella relationer, familjebildning, moderskap och äktenskap gjorde det svårt att fortsätta erbjuda en verksamhet för enbart flickor; flickscoutingen hade ju i nästan 50 år utgjort ett fysiskt och ideologiskt rum för kvinnors könsseparatistiska verksamhet och i praktiken visat på ett alternativ till familjebildningen. Den 13 november 1960 röstade SFS och SS på sina respektive förbundsstämmor för ett samgående och bildade det nya gemensamma förbundet Svenska Scoutförbundet (SSF). Röstsiffrorna på SFS stämma var 654 röster för ett samgående, och 54 mot.

## SFS och flickscouting efter samgåendet

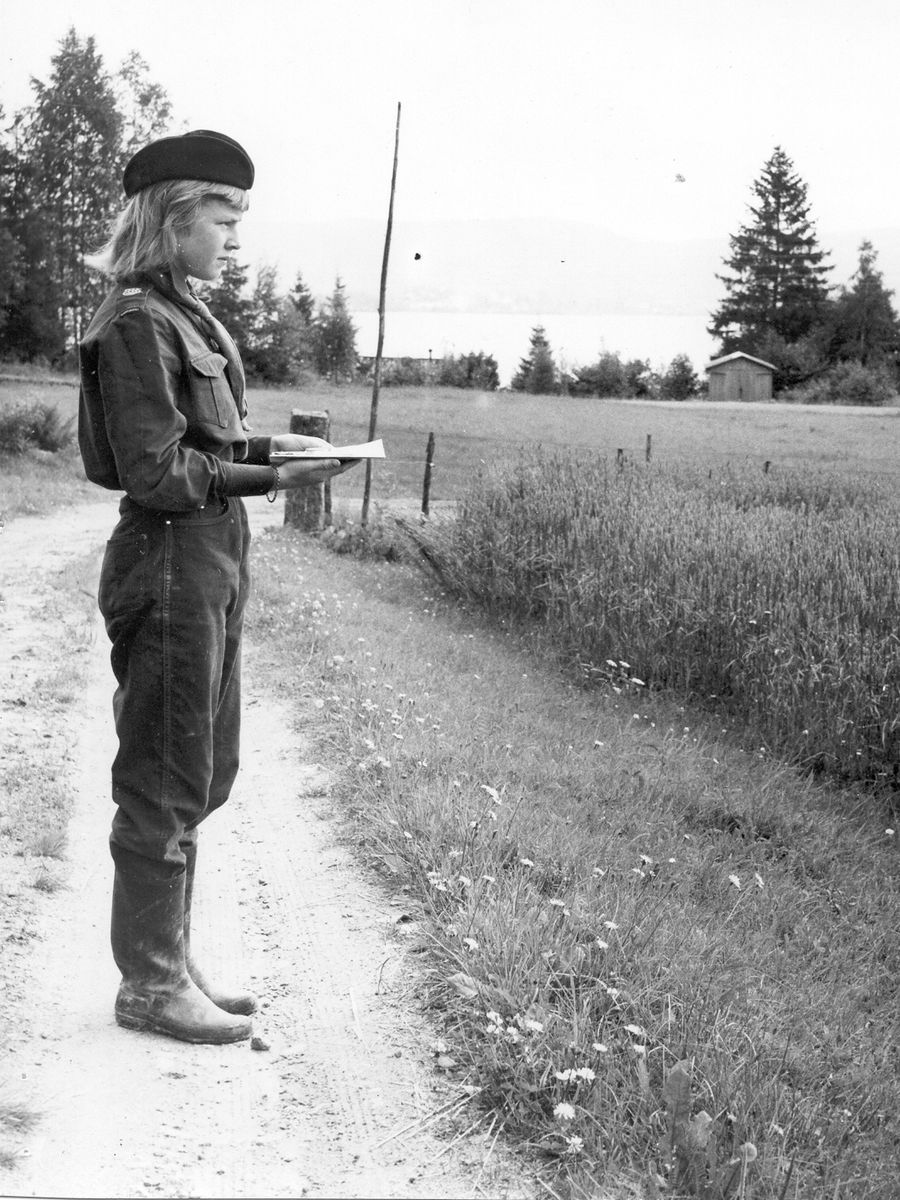
Flickscout som orienterar i 60-talet.

Svenska Scoutförbundets bildande innebar inget tvärt slut för flickscoutingen; tvärtom fortsatte den könsseparerade verksamheten i ett antal år, fram till 1967 års programrevision, med nya åldersindelningar, benämningar, uppgifter och med könsintegrerad verksamhet. Inte förrän 1965 kom en gemensam medlemstidning. SFS fanns formellt kvar fram till 1973, bland annat för att säkerställa flickornas anslutning till världsorganisationen WAGGGS, och kanske också för att lämna öppet för en teoretisk möjlighet för förbunden att åter gå skilda vägar.
Styrelsen för det vilande förbundet utgjordes av de medlemmar av SSF:s styrelse som var kvinnor, och förbundet saknade egen verksamhet efter samgåendet.